# Ungoliant
Ungoliant (‘araña oscura’ en sindarin) es un personaje ficticio del legendarium del escritor británico J. R. R. Tolkien, que aparece en su libro El Silmarillion. Aparenta ser una gran araña, y ayudó al vala Melkor a destruir los Dos Árboles de Valinor, Laurelin y Telperion.

## Origen
Tolkien no determina claramente el origen de Ungoliant en sus escritos, por lo que es un tema objeto de debate. Según una tesis podría ser uno de los maiar creados por Ilúvatar, uno de los primeros en ser corrompido por Melkor, opinión que se fundamenta en la aseveración de Tolkien en El Silmarilion de que Ungoliant «fue uno de los primeros a los que Melkor corrompió para que le siguieran». Ungoliant, sin embargo, no aparece en la «Ainulindalë», el relato en el que Tolkien lista prácticamente la totalidad de los ainur conocidos. También existe la teoría de que habría descendido de la oscuridad de más allá de Arda antes de la creación, y que sería la encarnación de la oscuridad o del vacío.

## Historia
Ungoliant habitó al sur de Valinor, en el lugar llamado Avathar, una tierra sombría y olvidada, pues sentía hambre de luz y a la vez la odiaba. Allí tomó la forma de una monstruosa araña y habitó en una hondonada de las montañas de las Pelóri, dónde tejía negras redes para atrapar la luz, absorberla y así saciar su vacío, pero por más luz que devoraba siempre se sentía hambrienta.
Morgoth fue a Avathar a discutir con Ungoliant su venganza contra los Valar y la convenció de ayudarle, al prometer darle lo que deseara si después de consumado lo que harían aún tenía hambre. Después se dirigieron hacia Ezellohar, donde se encontraban los Dos Árboles, protegiéndose con una capa de «no-luz» tejida por la araña que los hacía imperceptibles a los ojos. Al llegar allí, Morgoth hirió profundamente los Árboles con su lanza y Ungoliant bebió la savia de cada árbol hasta que ya no quedaba más; su veneno los marchitó hasta matarlos. Luego, sin haber saciado su apetito, bebió de las fuentes de Varda hasta secarlas. Creció tanto que hasta Morgoth tuvo miedo de ella y la oscuridad descendió sobre Valinor. Morgoth y Ungoliant huyeron envueltos en las tinieblas que la misma Ungoliant producía, eludiendo con ella la persecución de Oromë y Tulkas, hacia el Helcaraxë.
Tras su huida, ya en el yermo de Lammoth en la Tierra Media, la araña, todavía hambrienta, le exigió a Morgoth todas las gemas que había robado en el reino sagrado, incluyendo los Silmarils. Morgoth guardó estos últimos para sí, por lo que Ungoliant le atacó. En su suplicio, Morgoth gritó tan fuerte que acudieron a ayudarle los Balrogs, hasta entonces dormidos en Angband, y con sus látigos de llamas hicieron huir a la monstruosa criatura. Luego, ésta habitó en Beleriand, bajo Ered Gorgoroth, las «Montañas del Terror», en Nan Dungortheb, el «Valle de la Muerte Terrible». Se apareó con otras criaturas arácnidas establecidas allí desde los días de la excavación de Angband. Así, una monstruosa prole arácnida se crio en ese oscuro lugar, cuya última representante conocida fue Ella-Laraña. A raíz de esto, ese lugar se volvió letal, con aguas envenenadas que nublaban la mente y llevaban al terror y la locura. Tras devorar a las criaturas con las que se apareó, fue hacia el olvidado sur del mundo. Ninguna historia cuenta lo que fue de ella, aunque existen rumores de que en el extremo del continente de Aquende, al no encontrar más alimento, murió intentando devorarse a sí misma; dada su naturaleza bestial e irracional no ha de sorprender su horripilante destino.
Sus descendientes desaparecieron, junto con la mayor parte de la vida en las tierras del norte, al finalizar la Guerra de la Cólera con el anegamiento de Beleriand. Sólo Ella-Laraña sobrevivió y huyó hacia la nueva tierra oscura, Mordor. Milenios más tarde, el hobbit Samsagaz Gamyi, compañero de Frodo Bolsón, la hirió en su guarida.

## En la cultura popular
- La banda irlandesa de metal celta Cruachan incluye la canción «Ungoliant», así como otra titulada «Ella-Laraña» en su álbum The Morrigan's Call.[2]

- En el juego Ragnarok Online, Ungoliant es un mini-jefe en forma de hormiga gigante.

- La banda de Power Metal Blind Guardian incluye en su álbum Nightfall in Middle-Earth la canción «Into the Storm» que narra la codicia de Ungoliant por los Silmarils después de devorar los Dos Árboles y la promesa rota de Melkor.[3]

- En los libros de Harry Potter, escritos por J. K. Rowling, la araña gigante que vive en lo profundo del bosque prohibido de Hogwarts, llamada Aragog, y su descendencia podrían estar inspiradas por Ungoliant y su progenie.